# دان بول
دان بول (بالإنجليزية: Dan Pohl)‏ هو لاعب غولف أمريكي، ولد في 1 أبريل 1955 في ماونت بليزانت في الولايات المتحدة.

## وصلات خارجية
- دان بول على موقع رابطة لاعبي الغولف المحترفين (الإنجليزية)
- دان بول على موقع رابطة اليابان للاعبي الغولف المحترفين (الإنجليزية)
- دان بول على موقع التصنيف العالمي الرسمي للغولف (الإنجليزية)